# Ендрю Девідсон
Ендрю Девідсон (англ. Andrew Davidson; нар. 21 липня 1969) — південноафриканський борець вільного та греко-римського стилів, чемпіон та бронзовий призер чемпіонатів Африки, срібний та бронзовий призер Всеафриканських ігор з вільної боротьби, срібний призер чемпіонату Африки з греко-римської боротьби.

## Життєпис
Виступав за спортивний клуб «Прімроуз». Тренер — Фред Нель.

## Спортивні результати на міжнародних змаганнях

### Виступи на Чемпіонатах світу
| Змагання                        | Збірна | Вагова категорія           | Місце |
| ------------------------------- | ------ | -------------------------- | ----- |
| Чемпіонат світу з боротьби 1995 | ПАР    | вільна боротьба, до 100 кг | 19    |
| Чемпіонат світу з боротьби 1998 | ПАР    | вільна боротьба, до 130 кг | 11    |

### Виступи на Чемпіонатах Африки
| Змагання                         | Збірна | Вагова категорія                 | Місце  |
| -------------------------------- | ------ | -------------------------------- | ------ |
| Чемпіонат Африки з боротьби 1994 | ПАР    | вільна боротьба, до 90 кг        | Бронза |
| Чемпіонат Африки з боротьби 1994 | ПАР    | греко-римська боротьба, до 90 кг | Срібло |
| Чемпіонат Африки з боротьби 1996 | ПАР    | вільна боротьба, до 100 кг       | Золото |

### Виступи на Всеафриканських іграх
| Змагання                 | Збірна | Вагова категорія           | Місце  |
| ------------------------ | ------ | -------------------------- | ------ |
| Всеафриканські ігри 1995 | ПАР    | вільна боротьба, до 100 кг | Срібло |
| Всеафриканські ігри 1999 | ПАР    | вільна боротьба, до 130 кг | Бронза |